# Hinde Pomeraniec
Hinde Pomeraniec (Buenos Aires, 9 de junio de 1961) es una escritora y periodista argentina con trayectoria en la prensa gráfica, radio, televisión, así como, en la docencia universitaria.

## Trayectoria profesional
Nació en Buenos Aires en una familia descendiente de inmigrantes judíos provenientes de Rusia y Ucrania.
Durante su juventud militó fugazmente en la Federación Juvenil Comunista. Por su interés en la escritura se graduó como Licenciada en Letras por la Universidad de Buenos Aires. Se desempeñó como docente universitaria en dicha universidad y trabajó en diversos medios gráficos nacionales y extranjeros. Desde 1989 hasta 2010 trabajó en el diario Clarín como editora de la sección cultural y analista de política internacional. Asimismo fue columnista habitual del diario La Nación.
Entre 2005 y 2010 condujo junto a Pedro Brieger el noticiero Visión Siete Internacional.
En julio de 2007 publicó su primer libro Katrina, el imperio al desnudo y en 2009 Rusos, Postales en la era de Putin. Desde 2010 y hasta 2015 fue directora editorial del Grupo Norma. Ese mismo año editó su tercera obra, Blackie. La dama que hacía hablar al país.
En 2017 fue reconocida con Premio Konex de Platino como la mejor periodista literaria de la década en Argentina.
Desde 2017 es editora de Cultura del portal de noticias Infobae.
Desde 2019 conduce el programa Vidas Prestadas por Radio Nacional.
En 2019 publicó los libros Soy mi madre, soy mi hija, soy yo (Indie Libros), comenzó a incursionar en la literatura infantil con Lu, Lucy, Lucía (libro para niños publicado por editorial Norma) y "Rusos de Putin" (versión ampliada y actualizada de "Rusos. Postales de la era Putin", publicado por Ariel) además de recibir el Premio Hrant Dink que otorga el Consejo Nacional Armenio. Desde 2019 integra la Academia Nacional de Periodismo.
En 2015 fue una de las organizadoras de #NiUnaMenos, primera acción grupal de movilización masiva en contra de la violencia machista y de los femicidios ocurridos en la Argentina, por lo cual fue reconocida por el gobierno alemán con el Premio Unidas para los Derechos de la Mujer y la Democracia.

## Publicaciones
- 2007: Katrina, el imperio al desnudo
- 2009: Rusos. Postales de la era Putin
- 2010: Blackie: la dama que hacía hablar al país. Editorial Capital Intelectual, 180 p. Paisanos (Series) ISBN 9876142518, ISBN 9789876142519
- 2016: ¿Dónde queda el Primer Mundo? (junto a Raquel San Martín)
- 2019: Soy mi madre, soy mi hija, soy yo
- 2019: Rusos de Putin, versión ampliada y actualizada
- 2019: Lu, Lucy, Lucía

## Premios
- Premio Konex de Platino, categoría Periodismo literario, 2017
- Premio “Hrant Dink” al periodismo argentino, 2019
- Premio Unidas para los Derechos de la Mujer y la Democracia, 2022 (premio grupal)